# Hemne
Hemne és un antic municipi del comtat noruec de Sør-Trøndelag. Té 4.260 habitants (2016) i té una superfície de 670.29 km².
Des de la segona dècada del segle x la seva població ha augmentat considerablement. Té tres esglésies i està situat en una zona de taigà a la riba del fiord de Trondheim.